# Ricardo Infante
Ricardo Roberto Infante (La Plata, Buenos Aires; 21 de junio de 1924 - La Plata, Buenos Aires; 13 de diciembre de 2008) fue un futbolista argentino. Se desempeñaba como delantero y es el séptimo goleador histórico de la Primera División de Argentina en la era profesional. Fue reconocido por la FIFA como el inventor de la jugada de rabona.
Desarrolló una destacada y extensa carrera en Estudiantes de La Plata, donde es el segundo anotador en la historia de ese club en campeonatos oficiales de la era profesional del fútbol argentino.

## Trayectoria

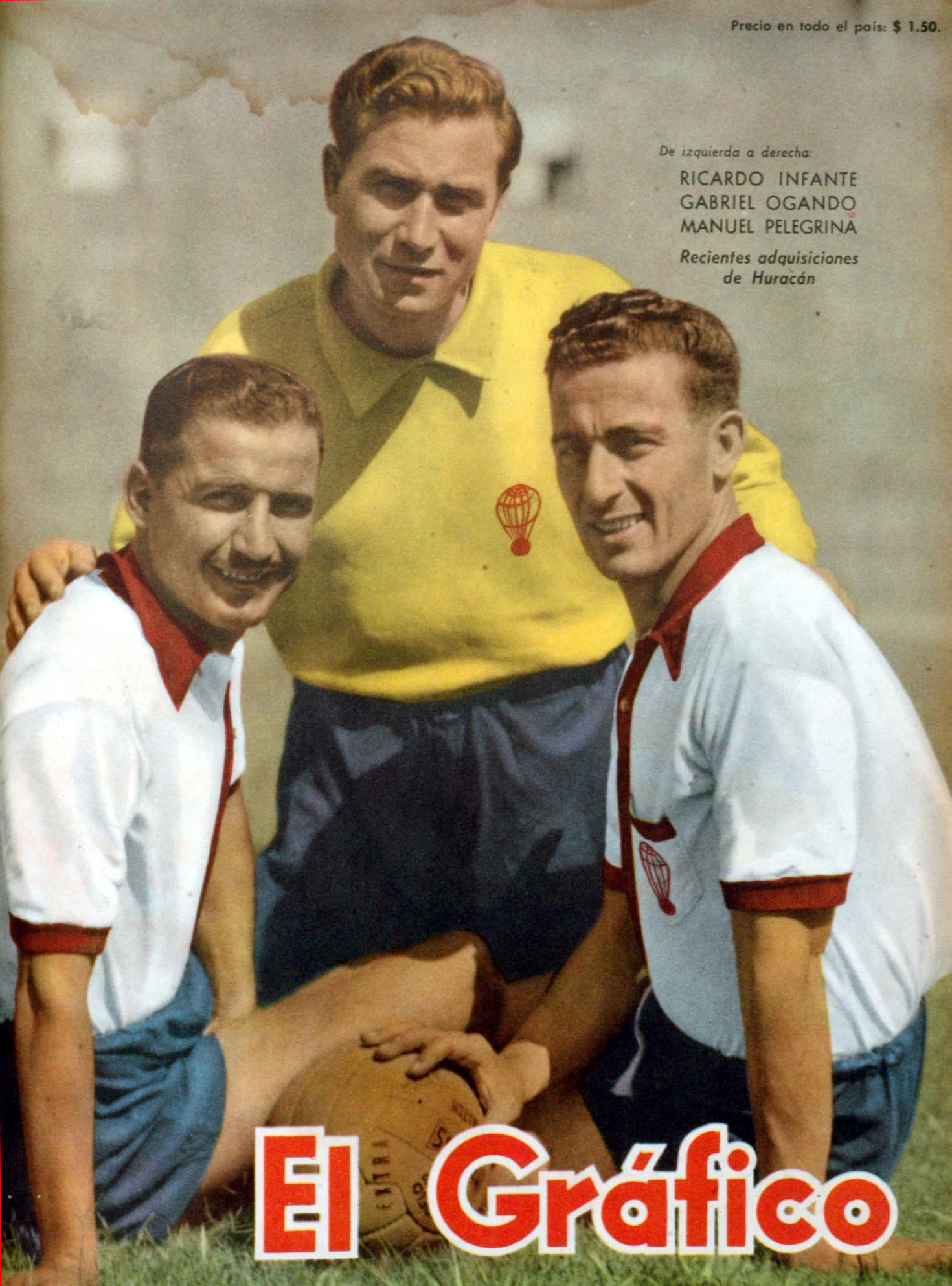
Infante, junto a Pelegrina y Ogando, transferidos a Huracán tras la intervención en Estudiantes.

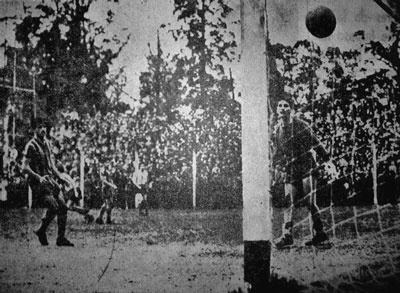
Infante y su gol de rabona.

Debutó en Primera División el 1 de noviembre de 1942, jugando para Estudiantes de La Plata, en un partido ante River Plate correspondiente a la 27.ª fecha del campeonato oficial de ese año.
Apodado El Beto, integró la legendaria delantera del Estudiantes de la década de 1940 junto a Julio Gagliardo, Juan José Negri, Francisco Arbios y Manuel Pelegrina, entre otros, y se mantuvo en el club hasta 1953, para luego ser transferido a Huracán tras la intervención política en el equipo platense ocurrida a mediados del año anterior.
En campeonatos de liga del fútbol argentino, marcó 217 goles en 439 encuentros -entre Estudiantes, Huracán y Gimnasia y Esgrima La Plata- y es el séptimo máximo anotador en la historia de la era profesional. Con la camiseta albirroja convirtió un total de 191 y es el tercer goleador de todos los tiempos de ese club considerando partidos oficiales de campeonatos y copas de la AFA. También integró el plantel que se coronó campeón de la Copa Escobar 1944, siendo el máximo anotador de esta edición de la competencia que cerraba la temporada oficial, y de la Copa de la República 1945. Estos dos torneos fueron los primeros títulos oficiales de la historia de Estudiantes de La Plata en el profesionalismo del fútbol argentino.
En el campeonato de 1948, donde Estudiantes lucharía por el título y finalizaría en la 3.ª posición, le marcó un legendario gol a Rosario Central, que pasó a la historia por convertirlo de rabona, desde afuera del área, a 35 metros del arco y definiendo por encima del arquero rival. En 2014, la FIFA determinó que se trató de la primera rabona de la que se tiene registro.
Luego de su actuación en Huracán, retornó a Estudiantes en 1957 y, curiosamente, abandonó la práctica futbolística jugando para su clásico rival, Gimnasia, en 1961.
Retirado del fútbol, trabajó en varias etapas como entrenador de divisiones juveniles en Gimnasia y en equipos de la liga local.

## Selección nacional
Integró el plantel del Seleccionado argentino que participó del Mundial de 1958 disputado en Suecia. Debutó en diciembre de 1952, en Madrid, en un amistoso ante España en el que marcó el gol del triunfo de Argentina por 1-0. Con esa camiseta jugó cuatro partidos, con dos tantos; el segundo se lo marcó al Seleccionado uruguayo durante un partido de preparación para la Copa del Mundo jugado el 30 de abril de 1958 en el estadio de Huracán.

### Participaciones en Copas del Mundo
| Mundial                        | Sede   | Resultado     |
| ------------------------------ | ------ | ------------- |
| Copa Mundial de Fútbol de 1958 | Suecia | Primera Ronda |

## Clubes
| Club                        | País      | Año       |
| --------------------------- | --------- | --------- |
| Estudiantes de La Plata     | Argentina | 1942-1952 |
| Huracán                     | Argentina | 1953-1956 |
| Estudiantes de La Plata     | Argentina | 1957-1960 |
| Gimnasia y Esgrima La Plata | Argentina | 1961      |

## Palmarés

### Copas nacionales
| Título               | Club                    | País      | Año  |
| -------------------- | ----------------------- | --------- | ---- |
| Copa Escobar         | Estudiantes de La Plata | Argentina | 1944 |
| Copa de la República | Estudiantes de La Plata | Argentina | 1945 |

### Distinciones individuales
| Distinción                                   | Año  |
| -------------------------------------------- | ---- |
| Máximo goleador de la Copa Escobar (2 goles) | 1944 |
| Máximo goleador de la Copa Escobar (1 gol)   | 1946 |